# Парна бира
Парна бира (на английски: Steam beer), известна и като Калифорнийска обикновена бира (на английски: California Common Beer) е кехлибарена американска бира, в хибриден стил – „лагер/ейл“ с плодов вкус, зърнена сладост, с препечени и карамелени нотки. Steam beer е силно газирана бира, която ферментира с лагерни дрожди при висока температура, характерна за ферментацията на ейловете. Терминът има две самостоятелни, но свързани значения, и с него се означават:
- историческата Steam beer, която се произвежда в Калифорния от средата на 19 век до средата на 20 век;
- настоящата California Common Beer, с която се обозначава категорията бири, чийто родоначалник е калифорнийската марка „Anchor Steam beer“.

## История
Историческата парна бира, която произхожда от района на Сан Франциско и западното крайбрежие на САЩ, се прави с лагерни дрожди без използване на охлаждане. Това е технология, наложена от необходимостта, и така произведената бира е смятана за евтина и нискокачествена.
Произходът на модерната парна бира, известна като калифорнийска обикновена бира, е свързан с пивоварната компания „Anchor Brewing Company“, която пуска на пазара през 1981 г. марката „Anchor Steam beer“. Новата бира се налага на пазара и става прототип на множество американски вариации, които определят новия стил „парна бира“. Компанията „Anchor Brewing Company“ няма претенции за идентичност и прилика между сегашния си продукт и произвежданата до средата на 20 век историческа парна пара.
Обяснението на думата „парна“ е различно. Според едно от обясненията, налягането на въглеродния диоксид в бъчвите с бира, получен по гореописания метод е било много високо, поради което било необходимо преди разливане на бирата да се намали налягането в съда, което ставало със забиването на кран в бъчвата, при което въглеродния диоксид излизал от отвора със свистене, т.е. бирата изпускала „парата“. Според „Anchor Brewing Company“, името „парна“ идва от факта, че в миналото пивоварната не е имала възможност за ефективно охлаждане на сварената бира чрез използването на традиционни средства. Затова те изпомпвали горещата пивна мъст до големи, плитки, открити контейнери (coolships) на покрива на пивоварната, така че бирата в тях да бъде бързо охладена от хладния вятър, който духал откъм Тихия океан. По време на процеса на охлаждане, пивоварната се обвивала в облак от пара, откъдето идва и името на бирата. Според друго обяснение, думата произхожда от немското „Dampfbier“ (в превод „парна бира“), която е отделен вид традиционна немска бира, тип ейл, която също така ферментира при високи температури, чиято технология може да е била известна през 19 век на американските пивовари, много от които са били от немски произход.

## Характеристика
Модерната парна бира напомня на американския пейл ейл и амбър ейл, но се отличава от тях по своя дървесен хмелен вкус и аромат, и малцов вкус с изпечени и карамелени нотки, охмеляването винаги е силно и се използват ферментиращи при високи температури лагерни дрожди. За производството и се използват: пейл ейл малц, американски хмел (обикновено Northern Brewer), неголямо количество препечен и/или кристален малц. Използват се щамове лагерни дрожди, които ферментират при температура 12.8 – 15.6 °C.
Цветът варира от кехлибарен до светломеден. Обикновено бирата е прозрачна и образува умерена и устойчива пяна. Бирата се отличава с характерен хмелен аромат с дървесни и леки плодови нотки и малцов вкус с изразена хмелна горчивина.
Алкохолното съдържание варира от 4,5 до 5,5 % об.

## Търговски марки
Типични търговски марки в този стил са: Anchor Steam, Southampton West Coast Steam Beer, Old Dominion Victory Amber, Flying Dog Old Scratch Amber Lager.